# البازورية
البازورية هي إحدى القرى اللبنانية من قرى قضاء صور في محافظة الجنوب.
تقع شرقي مدينة صور على مسافة 7 كم تتميز بتنوع سكانها وبطيبة أهلها.
تمتاز البازورية، كما أكثر القرى في محيط مدينة صور، بآثارها والتي للأسف عاثت بها أيادٍ كثيرة تدميراً وتخريباً.
من آثارها الفينقية، الرومانية، والبيزنطية، والظاهر أنها كانت موزّعة إلى عدة دساكر أو قرى صغيرة من أهم هذه الآثار العيون الكثيرة القديمة أهمها العين الأساسي في منطقة الدير وكانت مبنية على نبع ماء، وكانت الآثار من أجران وقصعة كبيرة موجودة في ساحة العين قبل العبَث بها وضياعه.
لمزيد من الإطلاع على أحوال هذه البلدة اللبنانية مراجعة موقعها على الرابط الموضح في الوصلات الخارجية.

## وصلات خارجية
- الموقع الرسمي للبلدة